# 沙瓦讷德布瓦
沙瓦讷德布瓦（法語：Chavannes-des-Bois，法語發音：[ʃavan de bwa] ⓘ）是瑞士联邦西部法语区的沃州下设的一个镇。在行政上属于尼永区管辖。沙瓦讷德布瓦的总面积为2.14平方公里。截至2010年底，总人口为555。

## 地理
沙瓦讷德布瓦位于沃州西南端，西北与法国接壤，西南与日内瓦州相邻。